# Nutsfunctie

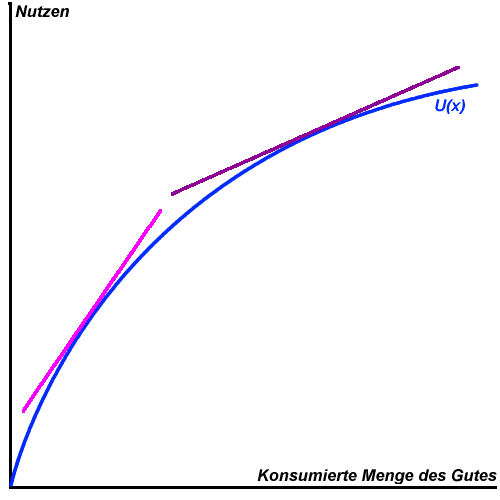
Nutsfunctie U(x)

Een nutsfunctie is een in de consumententheorie (om preciezer te zijn in de nutstheorie) gebruikte reëelwaardige functie die vaak wordt gekozen om voorkeuren van economische agenten te modelleren. Een belangrijke vooronderstelling voor dit concept is dat de gemodelleerde economische agent er naar streeft uit de verzameling hem tot zijn beschikking staande alternatieven, die met het grootste nut te kiezen (nutsmaximalisatie) – homo oeconomicus. Onder nut verstaat men de bevrediging die een goed bij consumptie aan een economisch agent verschaft.

## Voetnoten
1. ↑  (de)  Nutsfunctie – Definitie uit de "Gabler Wirtschaftslexikon"
2. ↑  (de)  Arthur Woll: Allgemeine Volkswirtschaftslehre. Vahlen Franz GmbH; 12e druk, 1996, ISBN 3800629739, blz. 129